# Balls to the Wall
 (avril 2025).
Albums de Accept
Restless and Wild
(1982) Metal Heart
(1985)
Balls to the Wall est le cinquième album du groupe allemand de heavy metal Accept, sorti en 1983. Cet album est généralement considéré comme un des meilleurs du groupe aux côtés des albums Metal Heart, Restless and Wild et Breaker. Le titre phare Balls to the Wall est certainement la chanson la plus célèbre de toute la discographie du groupe. L'album est aussi considéré comme un des albums les plus incisifs du groupe aux côtés de Restless & Wild, aussi bien en terme musical qu'en termes de paroles.

## Musique
L'album fut qualifié par le critique Martin Popoff comme le plus grand album de metal des années 1980.
Dès sa sortie, la chronique d'un des magazines de l'époque, Metal Attack, est unanime :

« Difficile de trouver des formules pour parler de Balls to the Wall. À cause d'une raison très simple : rien dans la musique d'Accept n'est fondamentalement original. Et pourtant… et pourtant, cet album est fondamentalement fabuleux ! Comment expliquer ce miracle. […] Un mot peut aider à comprendre, et ce mot est magie… ou si vous préférez génie pour transfigurer ce qu'on croyait rabâché un milliard de fois en un son neuf. Écoutez bien "Balls to the Wall", le morceau titre : jamais encore aucun groupe n'avait porté à ce paroxysme impitoyable le caractère d'hymne guerrier du metal. Une violence, une puissance, une incandescence, qui se poursuit sur "London Leather Boys" avec une intensité qui ne se dément pas un instant. […] Accept n'est pas un nouveau Led Zep ou Deep Purple, mais un héritier qui a su assimiler tout ce que lui ont légué ses ainés pour se frayer sa propre voix royale »

Hervé Picart dans le magazine Best rejoint cette analyseː selon lui il n'y a rien d'original ou de particulièrement nouveau dans cet album et pourtant, selon lui, le disque bénéficie "d'une caractère hors du commun et d'une véritable magie"

« Ainsi tout au long des dix morceaux qui composent ce disque [...] quelque chose se passe qui transmue ce hard ordinaire en une poudrière. Plus cela avance, plus vous sentez une invincible pression vous aplatir, plus la voix d'Udo vous met les nerfs à vif. Tout est misé sur le feeling, sur un peu banal investissement de rage, et le riff que n'importe quel tâcheron hard aurait rendu assommant au sens figuré devient assommant au sens propre. En cela, les Allemands méritent le succès - tardif- qui leur échoit à présent, car ils possèdent cette précieuse vigueur, cette flamme corrosive qui forment l'âme du rock.Voici donc la premi̠ère partie de balle au mur qui s'achève par l'effondrement du mur. »

Comme le chanteur l'explique rétrospectivement, l'album et la tournée qui s'ensuivit eurent un impact très important sur leur carrière. C'est cet album qui permit au groupe de percer au niveau mondial, et notamment aux États-Unis et au Canada ː

« C'est notre album le plus connu dans le monde, je pense. C'était un disque vraiment important pour nous. Il nous a permis de tourner aux USA et d'y avoir le succès. Nos premiers concerts là-bas ont eu lieu sur la Côte Est, en ouverture de KISS. Quand je suis monté sur scène pour notre premier show, j'ai été surpris, il y avait plus de 20 000 personnes qui nous regardaient. C'est un pays vraiment différent des autres, que ce soit pour le public ou pour le business. Ce fut une expérience enrichissante. De plus, c'était marrant de voir qu'un groupe comme KISS nous connaissait déjà. Ce sont eux qui nous ont demandé de venir jouer avec eux ! Ensuite on a ouvert pour Ozzy Osbourne, Iron Maiden, Mötley Crue,... On avait prévu de tourner là-bas à peu près trois mois et on y est restés dix mois ! A la fin, on jouait en tête d'affiche devant des parterres de sept ou huit mille personnes. C'était un énorme succès pour un combo allemand. »

## Textes
Cet album marque aussi un tournant notable dans l'orientation des paroles du groupe. C'est à partir de cet album que l'écriture des textes sera désormais assurée par un mystérieux auteur signant sous le pseudonyme de Deaffy. Ce n'est qu'à la fin des années 1990 que l'identité du parolier sera révélée. Il s'agit de Gaby Hauke Hoffmann, la manager du groupe et femme du guitariste Wolf Hoffmann. La participation de Deaffy à l'écriture va sensiblement changer l'orientation thématique des chansons, avec un intérêt plus marqué pour des thématiques sociales et politiques. L'historique "Accept Remembered" retrace cet épisode :

« Avec la parolière Deaffy, ils ont créé un album concept qui osa aborder des thèmes des plus délicats et des plus controversés, et qui n'avaient jamais été traités auparavant dans le heavy metal. Des sujets traitant notamment de certains aspects politiques, de l'amour, de la sexualité, de l'engagement, de la responsabilité, de l'opposition aux formes d'addiction de tout type. Les thèmes qui n'avaient jamais été explorés étaient présentés d'une façon qui inspira beaucoup à en discuter les différents points de vue. Les conceptions personnelles d'Accept divisèrent les opinions, et ce encore aujourd'hui, du fait du caractère controversé des paroles. Néanmoins, Accept acquirent un respect indiscuté au regard de leur responsabilité en musique. C'est ainsi qu'ils se positionnèrent par le passé et c'est ce qu'ils représenteront à jamais. »

Certaines chansons véhiculent des messages de rébellion aux connotations anarchistes notamment "Balls to the Wall", "Fight It Back" ou "Guardian of the Night". D'autres font écho à des modes de vie (sociaux ou sexuels) considérés comme marginaux par la société ("London Leather Boys", "Head Over Heels", "Lovechild"), d'autres abordent la question complexes des relations humaines, sentimentales ou sexuelles ("Losing more Than You Ever Had", "Losers and Winners", "Turn Me On").
"Balls to the Wall", la chanson éponyme, traite à plusieurs niveaux métaphoriques de l'asservissement des êtres humains dans le monde, en tant qu'esclaves des divers systèmes et institutions, ("Too many slaves in this world die by torture and pain", "Boundage is over Human race") et qu'un jour ils se réveilleront, briseront leur chaînes et renverseront leurs oppresseurs. ("One day the tortured stand up and revolt against the Evil." "Watch the Damned, they're gonna break their chains, You can't stop them. They're coming to get you"). À cet égard, Stefan Kaufmann, dans une interview, y évoque une des interprétations possibles :

« Balls to the Wall, parle de la situation des hommes en général et de leur statut d'esclaves, vis-à-vis des institutions du système. Lorsque tu fais tout pour sortir de l'ornière de départ dans laquelle tu évolues et que rien ni personne ne daigne te donner un coup de main, tu es devant un mur d'indifférence. Et c'est ce mur qu'il faut arriver à franchir pour te dépasser. »

"London Leather Boys", dans son sens le plus littéral, parle du mode de vie marginale de bikers londoniens. Certains auteurs et auditeurs ont vu des allusions homosexuelles, qui ont été à la fois confirmées et démenties par les membres du groupe. (voir la section controverses)
"Fight it Back", est une chanson aux accents anarchistes, se plaçant du point de vue d'un individu rejetant les modes de vie conformistes et normatifs de la société, ainsi que toute compromission avec ses normes admises, préconisant l'indépendance et refusant de cautionner les crimes de la société et de se conformer à ses attentes. ("You'll never find me, Like you hope that I am, You'll never treat me like you think you can, Be always independent, Surrendering no way, I won't deal with crimes of society").
"Head Over Heels" évoque le trouble et la curiosité d'une personne découvrant la vie nocturne d'un parc en ville et y observant des libertins faire l'amour dans l'obscurité.
"Losing More than You Ever had" se place du point d'une personne cherchant à raisonner et à tenir à distance un ex-petit ami de sa compagne, qui, haineux et brûlant de jalousie, est prêt à tuer pour pouvoir la ramener à ses côtés. Le (ou la) protagoniste rappelle à cet ex-petit ami combien il s'est mal comporté avec elle, au point de la conduire au bord du suicide. Il (elle) tente de lui faire prendre conscience que sa compagne s'est épanouie dans sa nouvelle relation et que ses tentatives pour regagner son cœur sont vaines.
"Love Child" aborde le thème de l'homosexualité masculine et de l'identité de genre. Elle évoque le trouble intense d'un homme qui se découvre des attirances sexuelles envers un autre homme ("Feeling the power of lust when the guy's passing by. Wrecking one's brain and I'm going insane don't know why"). La chanson évoque aussi son incertitude quant à son identité sexuelle ("Don't know what I am, a woman or a man"). Mais il revendique son droit à ce qu'on le laisse tranquille et qu'on ne le maltraite pas pour ce qu'il est ("I'm doing all I can. But I'm what I am. Leave me alone - don't mistreat me"). Cette chanson fut une des causes principales de controverses autour du groupe, qui fut attaqué, aux États-Unis pour leurs supposées orientations homosexuelles et qui valut à l'album d'être catalogué comme du "gay metal" (voir la section controverses).

## Couverture
La couverture présente le gros plan d'une cuisse nue et du poing d'un individu en perfecto tenant une balle dans sa main. Cette photo est parfois considérée comme iconique par le fans. Elle a aussi soulevé des interrogations quant à son sens au regard du contenu musical et donné lieu à des spéculations quant à l'identité de la personne photographiée. Le guitariste Wolf Hoffmann précise qu'il ne s'agit pas de membres du groupe, comme cela l'a parfois été hypothétisé:

« Il s'agit d'un boxer, un de ces entraîneurs personnels. C'est [la manager et parolière] Gaby [Hauke] qui eut l'idée de cette couverture. On l'adorait, car elle était puissante et si symbolique. Les gens l'ont traduite de différentes manières, mais la chanson "Balls to the Wall" parlait de se soulever contre les agressions et l'oppression et de se révolter contre les oppresseurs. Donc le gars avec son poing serré semblait avoir dans ce contexte. »

Pour le bassiste Peter Baltes le choix de cette pochette a aussi été motivé par le fait qu'elle était provocatrice et que c'est qu'ils recherchaient pour le premier album concept (Metal Forces Magazine, 1986, page 5). Cette couverture sera l'une des causes des controverses autour de l'album (voir la section suivante). Avec le recul le guitariste Wolf Hoffmann reste malgré tout étonné de son impact: "Nous n'imaginions pas combien le fait d'avoir la photo de la cuisse poilue d'un gars pourrait être aussi controversée aux États-Unis".

## Controverses
Le groupe a été attaqué pour la thématique de l'album Balls to the Wall que certains jugeaient centré sur l'homosexualité. Ces attaques sont dues notamment à la chanson "Love Child" qui traite des problèmes d'identification d'un homosexuel dans la société, mais aussi à cause de l'imagerie provocatrice et ambiguë de la couverture et des photos de session.
Ce qui a valu au groupe d'être vu comme un groupe de metal gay à l'époque. Cette image fut également renforcée selon Georges Lynch, par des médisances propagées par le groupe Mötley Crüe, à l'époque où ils tournaient ensemble. Un photographe aurait demandé aux deux groupes de poser nu sous la douche, le groupe américain aurait décliné, et à la suite de ce refus, le groupe Accept aurait alors donné son accord. C'est à partir de cela que les Mötley Crüe auraient lancé la rumeur.
Du fait du propos de la chanson "Love Child", certains auditeurs, par association d'idées, ont cru voir aussi le thème de l'homosexualité dans d'autres chansons comme "London Leather Boys" et "Turn me on" qui pourtant n'auraient rien à voir avec le sujet. Le texte de "London Leather Boys", dans son sens le plus littéral, parle du mode de vie des bikers, selon lui et "Turn me on" ferait référence à une anecdote coquine d'un de leurs Roadies. À cet égard, Hoffmann dément que les textes de "London Leather Boys" aient un rapport avec la thématique gay. Toutefois Stefan Kaufmann, dans une interview à Enfer Magazine (1983), confirmait, au contraire, que la chanson traitait du thème de l'homosexualité. En revanche dans d'autres interviews, kaufmann décrit lui aussi le morceau comme une chanson sur les bikers. Il commente d'ailleurs la controverse à propos de cet album en ces termes :

« J'ai été surpris par beaucoup de choses. […] D'abord, "Balls to The Wall" fut qualifié de premier album de "gay metal", puis il fut dit que cela parlait du mur de Berlin, et personne n'a pris la peine de lire les paroles. Cela parlait des minorités, c'est tout. Par exemple, "London Leather Boys" parlait de punks ou de bikers ou quelque chose du genre (Udo parle de bikers), profitant de la vie. Ce sont des gens normaux, c'est juste qu'ils ont l'air différents et qu'ils se comportent de façon différente. Mais ce sont des gens normaux, juste une autre minorité. Et "Love Child" est centré sur les gays, c'est vrai, mais c'était principalement pour parler de la façon dont les gens sont opprimés. »

Wolf Hoffmann a également commenté l'affaire, en rétorquant aux interviewers qui lui posaient la question :

« Vous, les américains, vous êtes tellement coincés à ce sujet. En Europe, ça n'a jamais eu d'importance… On voulait juste être un peu polémiques et différents en touchant à ces sujets sensibles, parce que ça nous faisait de la pub, et en vérité ça a fabuleusement bien marché, vous savez. Et puis, on souhaitait avoir des textes qui aillent un peu au-delà des naisieries habituelles du type "Cherry Pie". »

Il a expliqué que le concept était une idée de sa femme Deaffy (alias Gaby Hoffmann) qui visait principalement à une légère provocation en tapant dans les tabous. La parolière a elle aussi démenti les allégations concernant les soi-disant orientations homosexuelles du groupe et de certaines autres chansons. En revanche, elle a toujours clamé se positionner contre toute discrimination des minorités, y compris l'homophobie.

« J'ai toujours été très rebelle et en aucun cas je n'aurais écrit quelque chose de "normal" ! Jamais ! La question de l'orientation sexuelle à propos du contexte de certains textes n'est que spéculation et pure interprétation de gens extérieurs. Ce groupe en tant qu'individus a si peu à voir avec les controverses et absolument rien en particulier avec quoi que ce soit d'autre que d'être vraiment hétéro. Tout ce que je peux dire, c’est que les paroles ont un sens plus profond et cela me surprend que le public ait si peu cherché à aller au-delà d’une seule interprétation. Cependant, cela aura valu au groupe d’être le tout premier à s’engager dans de telles controverses. Bon nombre de groupes célèbres précisent qu’Accept a été très innovant et fut une source d’inspiration de par leur hardiesse à aborder ces problèmes de la vie quotidienne ; des questions de justice à celles de l’euthanasie, etc.) »

Stefan Kaufmann va dans le même sens que Deaffy au niveau de son positionnement contre l'homophobie. Dans une interview à Enfer Magazine en 83, il remarquait à propos de cette thématique de l'homosexualité qu'ils avaient abordé :

« C'est un phénomène qu'il faut prendre en considération ; car il existe à une grande échelle et il faut démystifier. En fait c'est un phénomène de société qu'il est nécessaire de prendre comme tel. Pendant longtemps les homosexuels ont été considérés comme des fous et des malades. Or il est temps de respecter ces gens là, d'ouvrir nos esprits qui sont souvent obtus. »

Pour Martin Popoff, ce positionnement gay-friendly avait de quoi surprendre dans le contexte du metal de l'époque encore fortement dominé par une ambiance ultra-masculiniste.

## Liste des chansons
1. Balls to the Wall – 5:50
2. London Leatherboys – 3:57
3. Fight It Back – 3:30
4. Head over Heels – 4:19
5. Losing More Than You've Ever Had – 5:04
6. Love Child – 3:35
7. Turn Me On – 5:12
8. Losers and Winners – 4:19
9. Guardian of the Night – 4:25
10. Winter Dreams – 4:45

Il existe deux remasters différents qui incluent deux titres bonus :
2001 Remaster
- Head over Heels (live)
- Love Child (live)

2002 Remaster'
- Up to the Limit (live)
- Head over Heels (live)

Ces chansons sont en fait tirés de Kaizoku-Ban.

## Credits
- Udo Dirkschneider - Chant
- Herman Frank - Guitare
- Wolf Hoffmann - Guitare
- Peter Baltes - Basse
- Stefan Kaufmann - Batterie